# Ermita de San Juan (Mirambell)
La ermita de San Juan es un templo situado en la antigua plaza central del municipio de Bonrepós y Mirambell en la comarca de la Huerta Norte perteneciente a la comunidad Valenciana. Es un Bien de Relevancia Local con identificador número 46.13.074-003.

## Historia y descripción
Se trata de un pequeño edificio, de una sola nave, edificado en el siglo XVII (1685) sobre la antigua mezquita árabe (en uso  hasta el 1525), conocida como la Mezquita Mayor, del núcleo inicial del pueblo.
En el año 1528, Bonrepòs i Mirambell se separaron eclesiásticamente de Carpesa. Pese a que la mezquita árabe primitiva pasó a ser considerada iglesia en 1525, con el fin de instruir la fe cristiana a la población morisca de Mirambell, no es hasta 1685 cuando se le da la forma arquitectónica que tiene actualmente; con el fin de conseguirlo, se tuvo que destruir la mezquita y sobre ella se alzó la ermita.
Presenta una espadaña recubierta por mortero y pintada, hay dos campanas fundidas en el año 1974, la menor está en buen estado y dedicada a la Virgen María de Pilar y la mayor, que está dedicada a San Juan Bautista, no funciona debido a su mal estado.